# گابریل و کوهستان
گابریل و کوهستان یک فیلم درام به کارگردانی فلیپه گامارانو باربوسا محصول سال ۲۰۱۷ است. این فیلم برای نمایش در بخش هفته منتقدان هفتادمین جشنواره فیلم کن انتخاب شده است.